# Контрада Кастело (Трапани)
Контрада Кастело је насеље у Италији у округу Трапани, региону Сицилија.
Према процени из 2011. у насељу је живело 23 становника. Насеље се налази на надморској висини од 232 м.